# Bunjevci
Les Bunjevci (lire « Bougnévtsi »), au singulier Bunjevac (lire « Bougnévatz »), sont un groupe ethnique slave méridional reconnu comme minorité ethnique en Voïvodine (Serbie) et Hongrie. En Croatie, les Bunjevci sont considérés et se considèrent comme une composante du peuple croate, partageant avec ces derniers de nombreuses caractéristiques notamment la religion catholique et ne revendiquant qu'un particularisme régional. En Serbie en revanche, ils affirment être différents des Croates,.
Leur langue, reconnue comme telle en Croatie, de type chtokavien-ikavien, fait partie du diasystème slave du centre-sud (anciennement langue serbo-croate).
Au nombre de 80 000[réf. nécessaire], ils sont originaires des Alpes dinariques (arrière-pays dalmate et Herzégovine) et sont disséminés dans le sud-ouest de la Croatie (Senj, Krmpota, Lika), l'ouest de la Dalmatie et dans le nord de la Voïvodine, le long de la frontière avec la Hongrie, au sein du « triangle de Baja » (Baja - Sombor - Subotica) où ils sont arrivés au milieu du XVIIe siècle dans le cadre des confins militaires de l'Empire des Habsbourg.

## Géographie

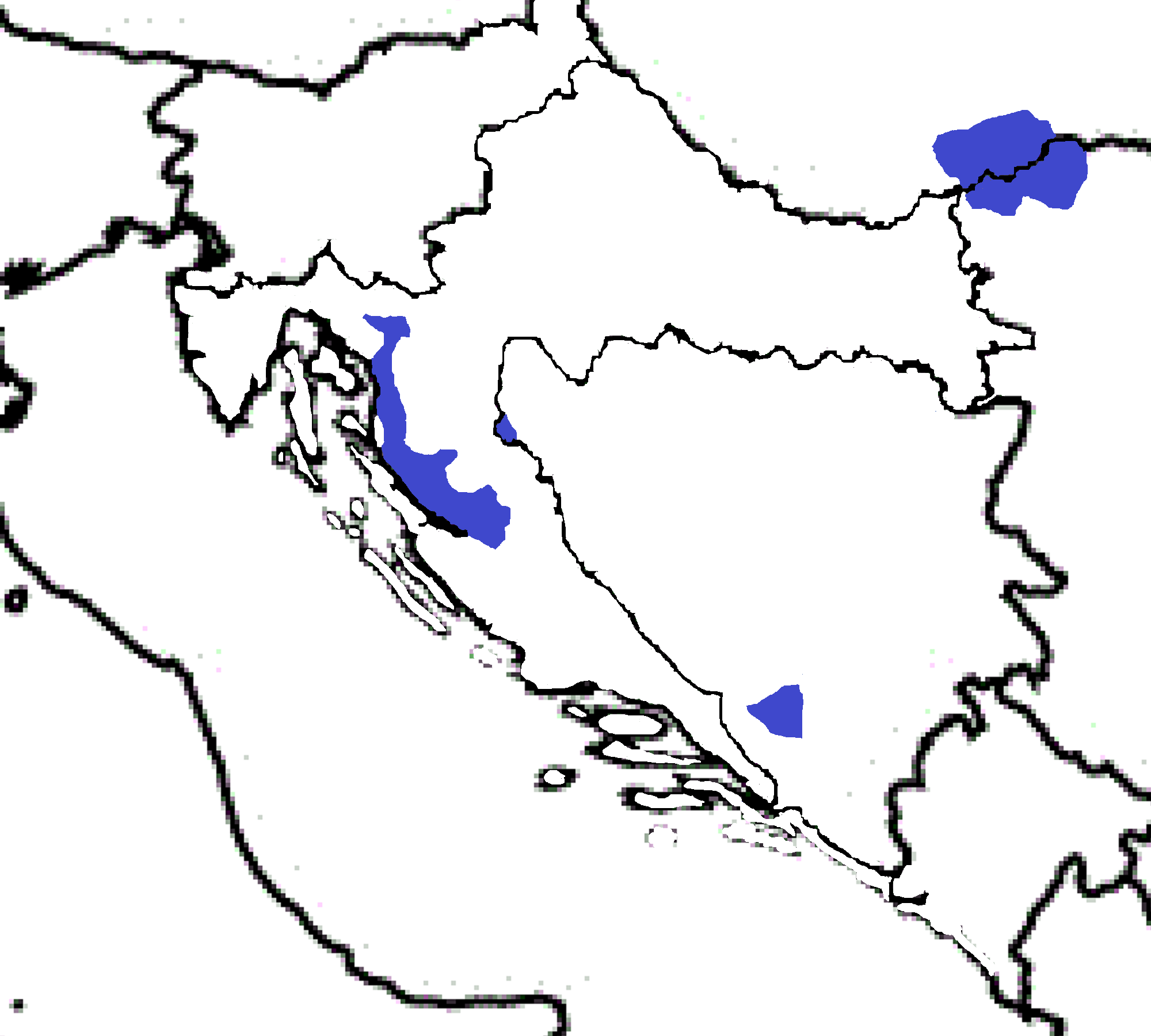
Implantations bunjevac
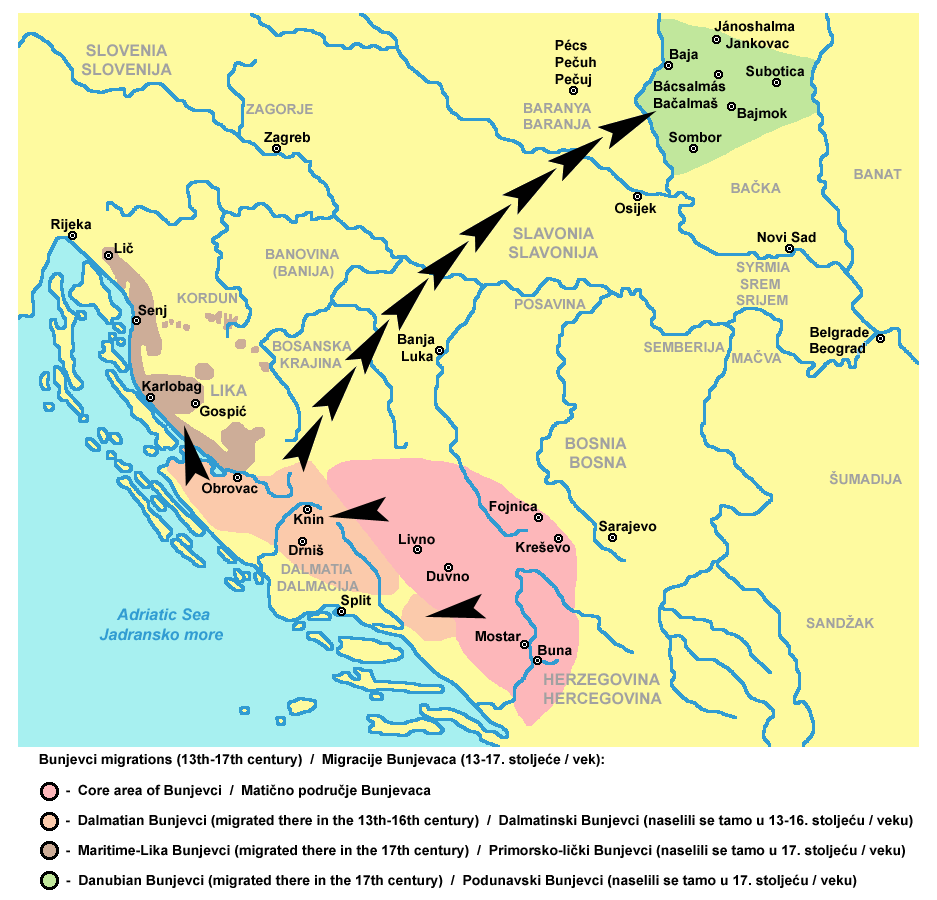
Migrations bunjevci de la Croatie à la Voïvodine
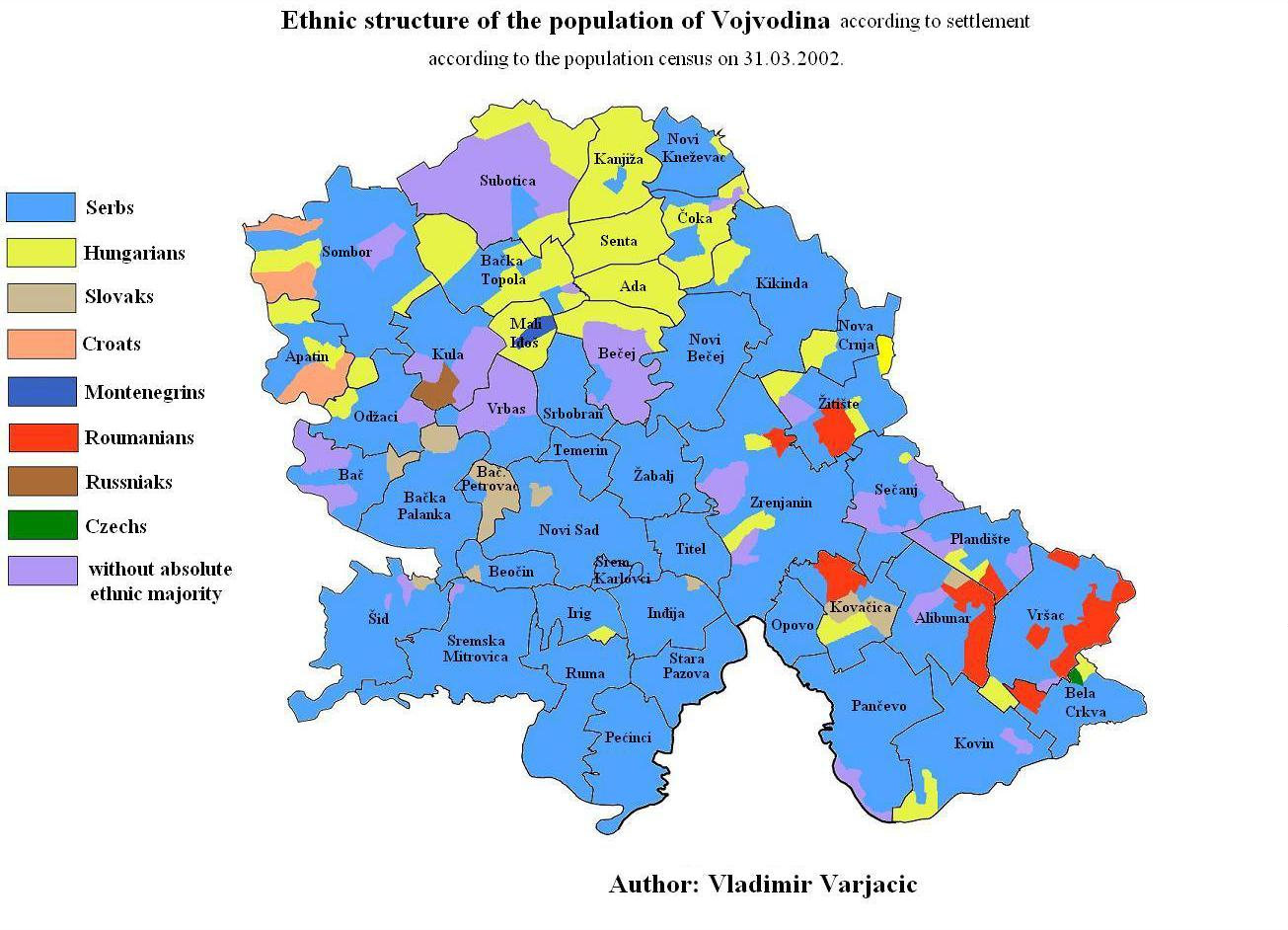
Recensement de 2002 en Voïvodine
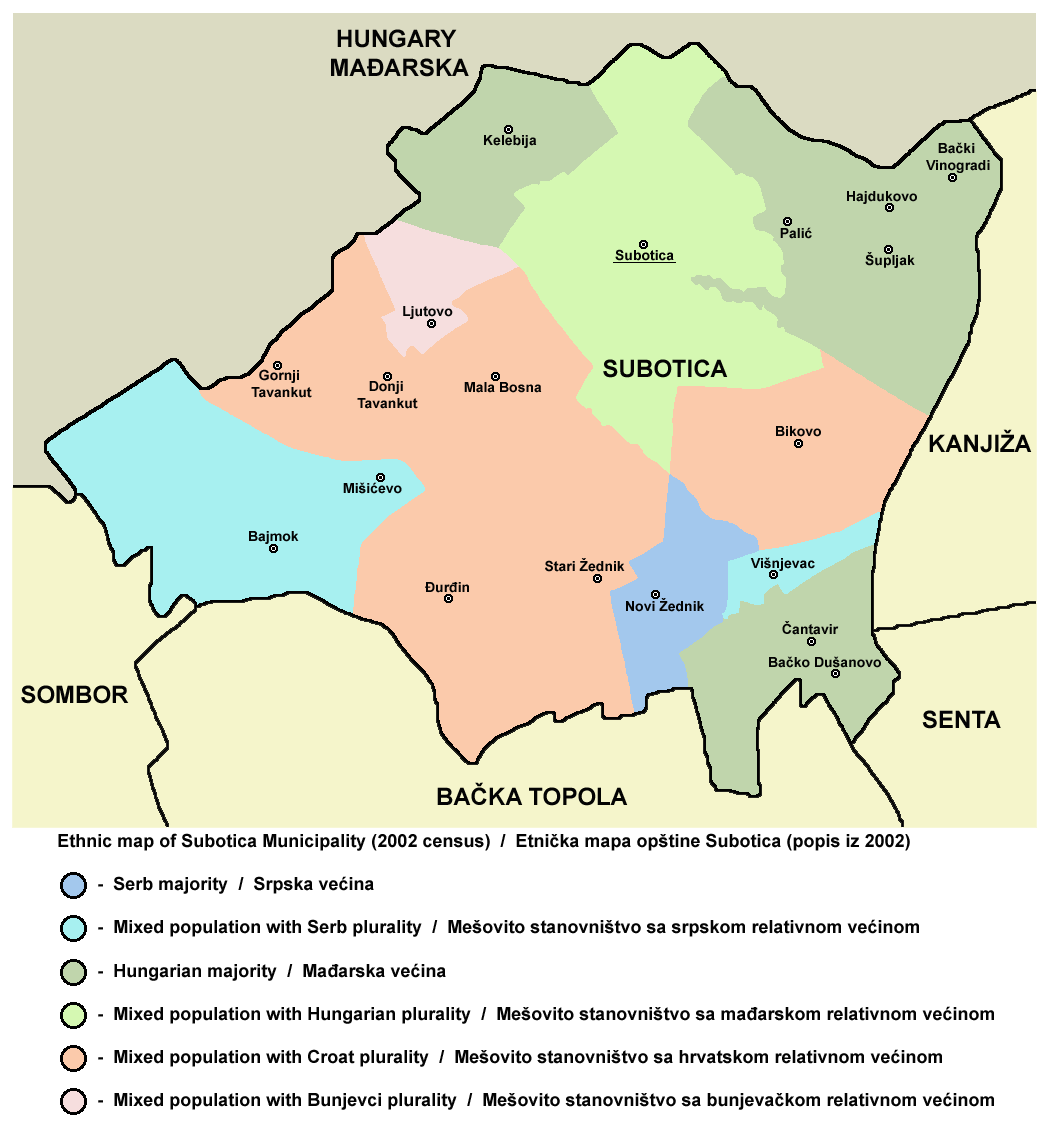
Bounyèvtses dans la Province autonome de Voïvodine

### Voïvodine, province nord de la Serbie
En Voïvodine, les Bounyèvtses vivent dans la Province autonome de Voïvodine, principalement dans le Bačka. Les villages en Serbie ayant une majorité de Bunjevci sont:
- Ljutovo
- Bikovo
- Gornji Tavankut
- Donji Tavankut
- Đurđin
- Mala Bosna
- Stari Žednik

Tous ces villages dépendent de la municipalité de Subotica. D'après le recensement de 2002, la population Bunjevac met son identité nationale en débat. Une partie de cette population s'est déclarée Bunjevac tandis que l'autre s'est déclarée Croate. Ainsi, le village de Ljutovo est le seul dans lequel le nombre de Bunjevci auto-déclarés comme tels est supérieur au nombre de Croates. 
Les Bunjevci vivent également dans d'autres villages du nord et de l'ouest Bačka, dans lesquels ils ne sont pas majoritaires. Ces villages sont principalement concentrés dans les municipalités de Subotica et Sombor. La plus grande concentration de Bunjevci en Serbie (10 870) se trouve dans la ville multiculturelle de Subotica, qui est leur centre culturel et politique. Sombor (2,222) et Bajmok (1,266) comportent également beaucoup de Bunjevci.

### Hongrie

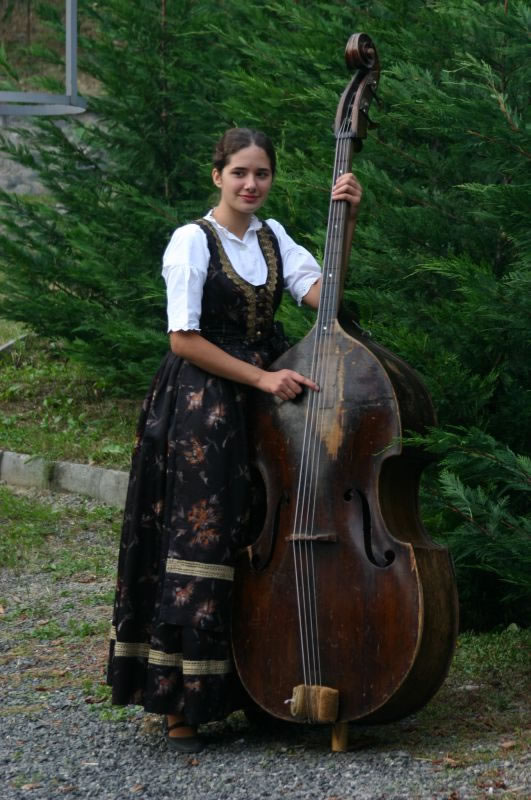
Jeune bunjevac de Hongrie

Villes et villages de Hongrie comportant une part significative de Croates-Bunjevci (les noms entre parenthèses sont des noms bunjevci):
- Baja (263 sur 37,916)
- Gara (201 sur 2,683)
- Katymár (Kaćmar) (136 sur 2,359)

Villages partiellement peuplés par des Croates-Bunjevci dans le passé (aujourd'hui moins de 70 personnes):
- Csávoly (Čavolj)
- Felsőszentiván (Gornji Sveti Ivan, Gornji Sentivan)
- Bácsalmás (Aljmaš)
- Csikéria (Čikerija)
- Bácsbokod (Bikić)
- Mátételke (Matević)
- Vaskút (Baškut, Vaškut)